# Уэйбридж
Уэйбридж (англ. Weybridge) — город в районе Элмбридж, графство Суррей, на юго-востоке Англии. С севера он граничит с Темзой в устье реки Уэй, от названия которой город и получил своё имя.

## История
Впервые упоминается в Книге Страшного суда в 1086 году.

## Разное
В Уэйбридже расположен офис компании Procter & Gamble UK. Также в Уэйбридже с 1907 по 1939 год находилась автогоночная трасса Бруклендс, известная тем, что именно на ней Хильда Хьюлетт и Густав Блондо в 1910 году организовали первую в стране лётную школу.

## Известные уроженцы и жители
- Жаклин Биссет (род. 1944) — английская актриса
- Рудольф фон Лабан (1879—1958) — хореограф и теоретик танца
- Колин Дэвис (1927—2013) — английский дирижер
- Джеймс Сомервилл (1882—1949) — британский адмирал
- You Me At Six — музыкальная группа
- Джоди Конибер — ютуберша, известная под ником gomotion

## Галерея

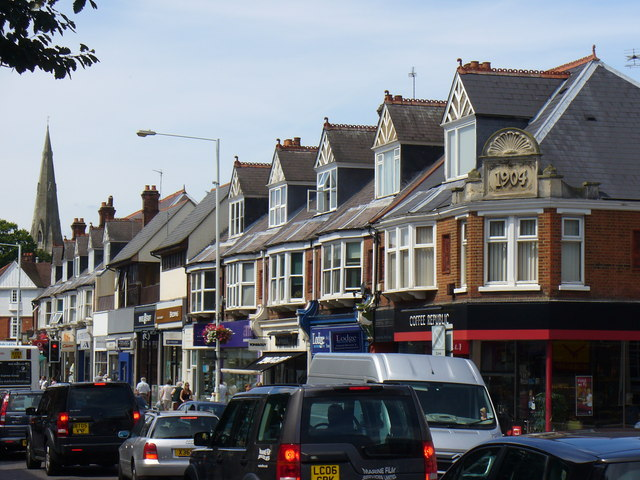
Хай-стрит, Уэйбридж. Эдвардианская терраса (1904) с квартирами и офисами над магазинами на уровне улицы
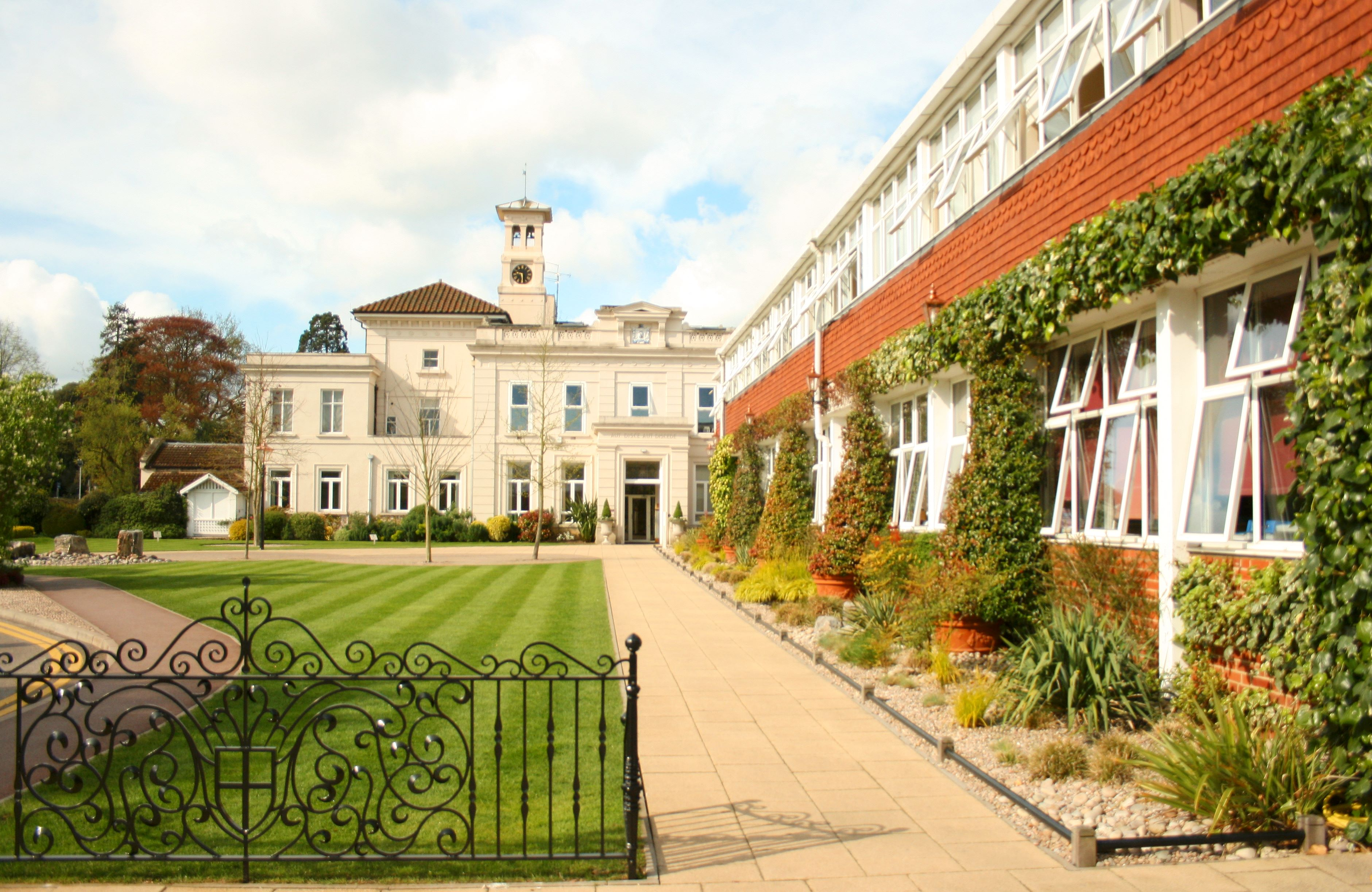
Колледж Святого Георгия
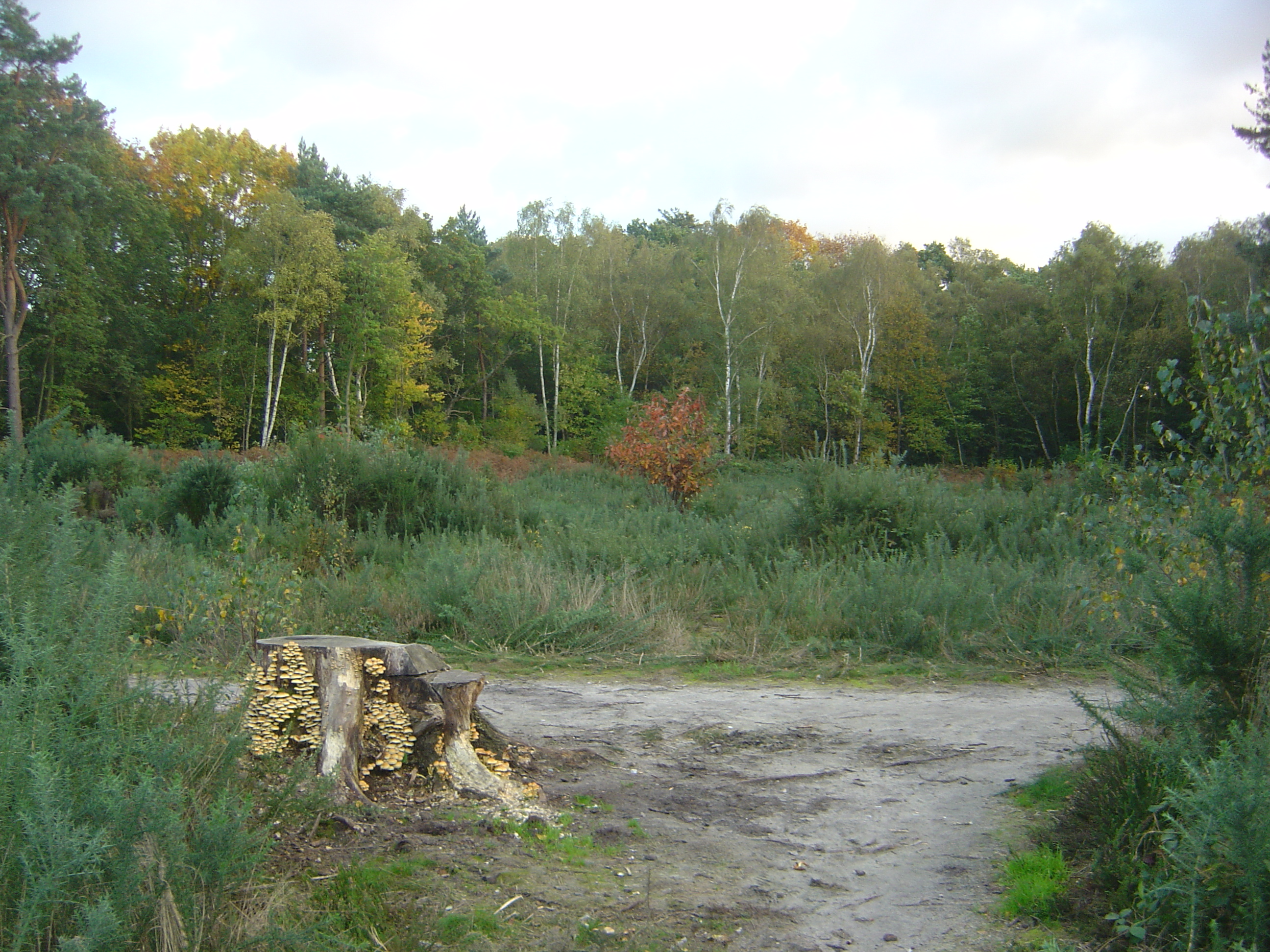
Вересковая пустошь, показывающая зону расчистки от кустарника